# Revolta de Drvar
A Revolta de Drvar (em sérvio:  Устанак у Дрвару) foi a revolta da população sérvia da Bósnia Krajina (atual Bósnia e Herzegovina) na Segunda Guerra Mundial. A Itália apoiou-a, tanto politicamente como em armas, na sua luta contra o estado-fantoche fascista do Estado Independente da Croácia entre 27 de Julho e 26 de Setembro de 1941.
As atividades genocidas do Estado Independente da Croácia forçaram a população sérvia a organizar uma revolta. Não tinha antecedentes ideológicos e era simplesmente uma luta pela sobrevivência física, com os rebeldes a considerarem-se guerrilheiros. A Itália aproveitou a revolta para criar uma abertura para estabelecer a sua influência para além das zonas da Croácia que já ocupava por acordos formais.
Um grupo de rebeldes nacionalistas sérvios atacou pela primeira vez unidades militares croatas em 26 de julho de 1941 em Pasjak, perto de Drvar. Este ataque e os conflitos subsequentes naquele dia aceleraram a revolta em massa dos sérvios da região de Krajina e Lika, na Bósnia. A revolta começou com o ataque de quatro destacamentos rebeldes à guarnição Drvar do exército croata, que consistia em 400 soldados Ustaše e da Guarda Nacional, no início de 27 de julho. Os rebeldes capturaram Drvar naquela tarde, junto com as vizinhas Oštrelj e Bosansko Grahovo.
A revolta teve uma influência imediata em outras regiões da Krajina da Bósnia e na região vizinha de Lika . Quando os sérvios de Lika foram informados sobre a revolta em Drvar, decidiram iniciar a Revolta de Srb no mesmo dia. No primeiro dia da revolta, os rebeldes sérvios da Bósnia Krajina e Lika conseguiram tomar o controlo de um território de 270km de comprimento e 45km de largura. Os comunistas forjaram gradualmente a sua república partidária e, em 30 de Julho, estabeleceram o Conselho Militar-Revolucionário, que se tornou a instituição governamental suprema para toda a região.
Durante os dois meses seguintes, os rebeldes conseguiram capturar território adicional, incluindo Mrkonjić Grad, Kulen Vakuf e muitas outras cidades da Bósnia Ocidental. Vários massacres retaliatórios de prisioneiros de guerra e civis muçulmanos e croatas foram cometidos pelos rebeldes, incluindo o massacre de Trubar, o massacre de Bosansko Grahovo, o massacre de Krnjeuša e o massacre de Kulen Vakuf. O número de vítimas é estimado entre 1.000 e mais de 3.000 pessoas.
Com base num acordo com líderes rebeldes não-comunistas, o Segundo Exército Italiano assumiu pacificamente o controlo da região e protegeu temporariamente os sérvios locais do Estado Independente da Croácia em 26 de Setembro de 1941. Os comunistas ficaram insatisfeitos e continuaram os ataques armados, principalmente contra outros rebeldes não-comunistas. Para lutar contra os chetniks que ganharam apoio substancial da população local, os comunistas estabeleceram dois batalhões anti-Chetnik em março e abril de 1942 e restabeleceram o seu controle sobre a região de Drvar no início de julho de 1942.

## Contexto
O Estado Independente da Croácia (NDH) foi fundado em 10 de abril de 1941 durante a invasão da Iugoslávia pelas potências do Eixo. O NDH consistia na maior parte da atual Croácia e Bósnia e Herzegovina, juntamente com algumas partes da atual Sérvia. Era essencialmente um quase-protetorado ítalo-alemão, pois devia a sua existência às potências do Eixo, que mantiveram forças de ocupação dentro do estado-fantoche ao longo da sua existência. 
De acordo com os Tratados de Roma entre Benito Mussolini e Ante Pavelić, a Itália anexou a Zona I, e a Zona II foi desmilitarizada.  Depois disso, a Itália retirou a maior parte do seu exército das Zonas II e III. 
Nas semanas seguintes à invasão, o Partido Comunista da Iugoslávia (KPJ) conseguiu amarrar suas células. Alguns membros do KPJ e da União da Juventude Comunista da Iugoslávia (SKOJ) foram retornados do derrotado Exército Real Iugoslavo, incluindo Zdravko Čelar, Slavko Rodić e Rajko Bosnić. Havia também estudantes como Ilija Došen, e trabalhadores e refugiados de Bačka ocupada pela Hungria, incluindo Milutin e Pero Morača.  Os comitês KPJ em Drvar e Bosansko Grahovo conseguiram obter rifles, metralhadoras leves e munições pertencentes ao Exército Real Iugoslavo rendido, e os esconderam das buscas alemãs, italianas e posteriores da Ustaše.  Independentemente dos esforços do KPJ, os camponeses locais também esconderam armas. 
Durante o final de Abril e início de Maio, os Ustashe não conseguiram consolidar facilmente o seu domínio numa área com uma população predominantemente sérvia. Só conseguiram isso com o apoio italiano e uma equipa Ustashe trazida da Herzegovina.  As unidades italianas deixaram a área de Drvar no início de junho. 
Depois que o NDH consolidou seu domínio em Drvar no final de maio de 1941, Ustaše prendeu muitos homens sérvios de Drvar e começou a se preparar para prender e matar indiscriminadamente todos os sérvios de Drvar.

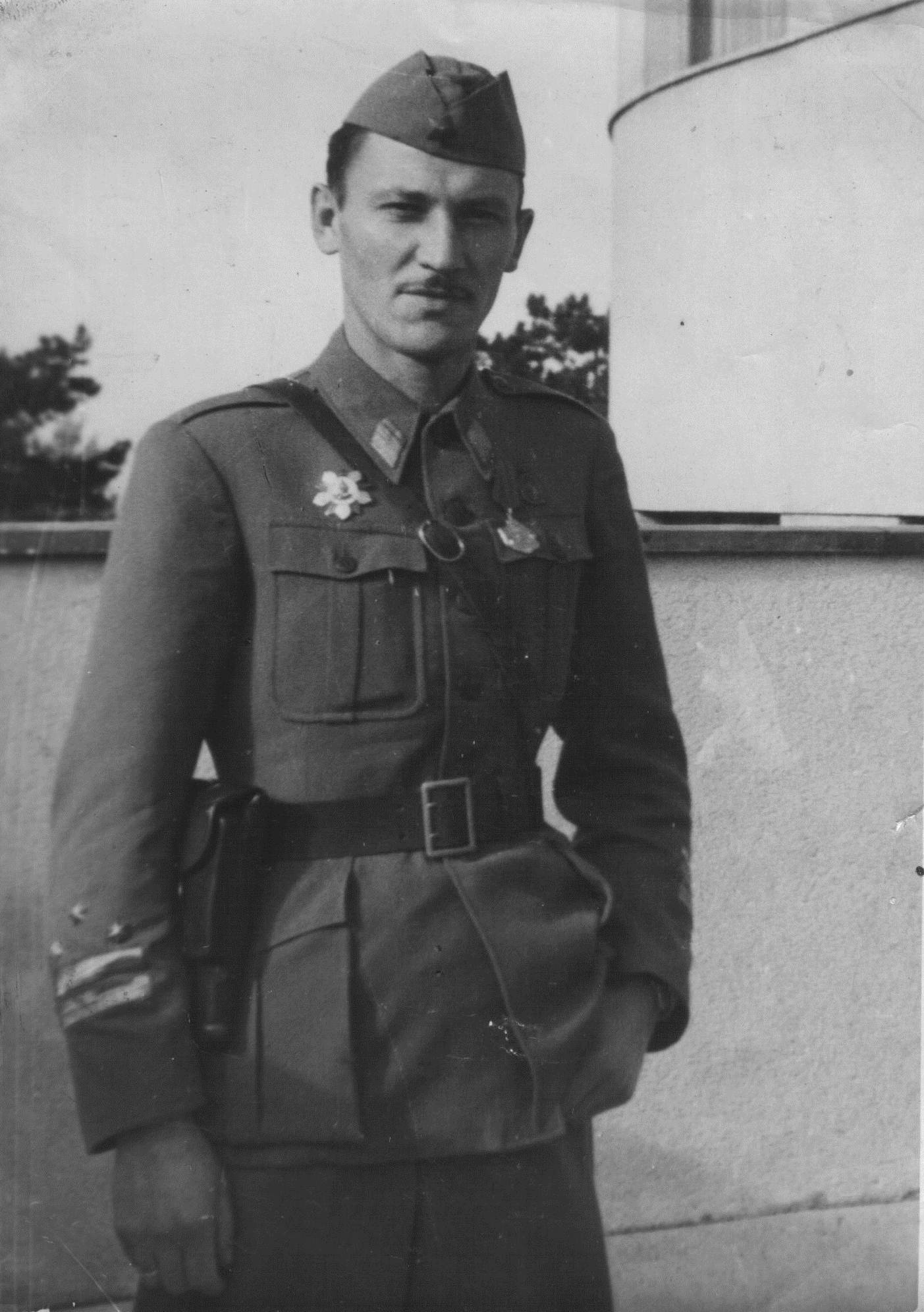
Milutin Morača

Durante o mês de Junho, os comunistas em Bosanska Krajina continuaram a preparar-se para uma revolta. Ljubo Babić foi escolhido para ser o chefe do comitê militar de Drvar, e Ilija Došen foi escolhido para Bosanski Petrovac.  A invasão do Eixo na União Soviética encorajou os habitantes locais a acelerar os preparativos.  A autoridade Ustashe antecipou a rebelião, então reforços foram trazidos para a área. O Partido aconselhou os trabalhadores de Drvar que corriam o risco de serem presos a deixarem Drvar e se esconderem nas aldeias próximas.  Em 17 de julho, os comunistas criaram o Quartel-General dos Destacamentos de Guerrilha para Bosanski Petrovac com Zdravko Čelar no comando, Vaso Kelečević como seu vice e Ilija Došen como comissário político.  No dia seguinte, o Quartel-General de Drvar foi estabelecido, com Babić como comandante e Milutin Morača como seu vice.  Entre 20 e 26 de julho, formou-se na aldeia de Kamenica o primeiro destacamento de cinquenta homens (comandante Jole Marić, comissário político Nikola Kotla). Nos dias seguintes, novos destacamentos foram formados nas aldeias de Javorje (comandante Mile Kecman, deputado Slavko Rodić) e Crvljivci (comandante Vlado Morača).  Em Bosansko Grahovo, foi formado um destacamento, com Simo Bajić como comandante. Na aldeia de Trubar, formou-se um destacamento, com Nikola Rodić como comandante e Pero Boltić como comissário.  Havia também destacamentos menores. 
A política genocida de Ustaše resultou em uma revolta em massa de sérvios que começou em 27 de julho de 1941 na Bósnia Krajina (Bósnia Ocidental) e em Lika simultaneamente.
A revolta em Drvar foi inspirada pelo padre ortodoxo Ilija Rodić, pelo trabalhador Ilija Desnica e pelo professor Uroš Drenović. Desde 22 de junho de 1941, mais de 2 meses após a invasão da Iugoslávia pelo Eixo, os comunistas também planejaram organizar um levante na Krajina da Bósnia em 1 de agosto de 1941. Notavelmente, o Comitê Central do Partido Comunista da Croácia pressionou pela rebelião somente depois que o levante estava em seus estágios avançados, em uma tentativa de moldar o caráter do levante em um que pressionasse por ideais comunistas em vez de meros sobrevivência.

## Forças
Inicialmente, a revolta sérvia não tinha antecedentes ideológicos porque era uma luta pela sobrevivência física. Embora os relatórios croatas se referissem à rebelião como uma acção Chetnik-Comunista, os rebeldes consideravam-se simplesmente rebeldes ou guerrilheiros. Somente em setembro, após a Conferência de Stolice, os rebeldes comunistas adotariam o nome de "partidários", e os nacionalistas, na mesma época, começaram a se autodenominar "chetniks". Como a grande maioria dos rebeldes em Krajina e no Estado Independente da Croácia eram sérvios entre 1941 e 1942, a propaganda Ustashe inicialmente chamou todos os rebeldes de chetniks.
Um destacamento de rebeldes estava sob o comando de Vlado Morača. Algumas das unidades rebeldes estavam sob o controle ou influência do partido comunista, enquanto muitas outras não, incluindo um grupo de rebeldes sob o comando de Nikica Kecman. Os comandantes das unidades rebeldes do distrito de Drvar incluíam Mane Rokvić e Branko Bogunović. Alguns participantes da revolta tornaram-se Chetniks, como Mane Rokvić, Uroš Drenović e Ilija Desnica.  As forças rebeldes durante o levante totalizaram 4.000 homens. Os destacamentos rebeldes sérvios estavam armados com 270 rifles e 7 metralhadoras.
A guarnição de Drvar tinha um total de 400 soldados Ustaše e da Guarda Nacional Croata.

## Primeira ação rebelde
O Serviço de Inteligência Militar italiano informou que a revolta começou em 26 de julho de 1941, quando os rebeldes atacaram estações isoladas da gendarmaria, ferrovias e linhas de comunicação. Os rebeldes cortaram todos os postes telefônicos entre Drvar, Grahovo e Knin.
Em 26 de julho de 1941, numa emboscada rodoviária perto da aldeia de Pasjak, um grupo de nacionalistas sérvios, incluindo Nikica Kecman e três dos seus homens, matou o major croata Ferdinand Konrad que viajava de carro de Drvar para Prijedor. A emboscada foi na verdade direcionada a logornik Kuharski, que emitiu uma ordem para matar 40 sérvios notáveis de Drvar, mas ainda foi considerada um sucesso, pois desencadeou os levantes em Lika e Krajina.
As forças Ustaše e da Guarda Nacional logo chegaram de Drvar de trem e perseguiram a população local até que foram forçadas a recuar por grupos guerrilheiros de rebeldes das aldeias de Crvljivica e Zaglavica. Os rebeldes sabiam que os Ustaše retornariam. Assim, seu Quartel-General dos Destacamentos de Guerrilha para Grahovo da Bósnia e arredores (em sérvio:  Штаб герилских одреда за Босанско Грахово и околину) decidiu iniciar o levante cedo no dia seguinte, em 27 de julho de 1941.

## Captura de Drvar

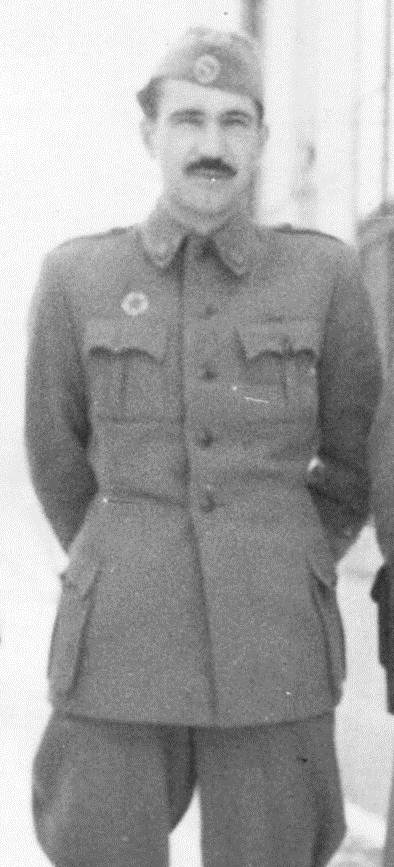
Slavko Rodić

O plano de ataque a Drvar foi preparado por Slavko Rodić, um partidário.
Um dos rebeldes foi o professor local Lazar Tešanović que leu a ordem de ataque a Drvar usando uma lâmpada de bateria. O início do ataque rebelde foi sinalizado com um disparo de arma de sinalização da cidadela em Šobića Glavica às 3h30. O destacamento comandado por Morača atacou uma unidade Ustaše em Oštrelj, uma vila na estrada em direção a Bosanski Petrovac que se tornou o primeiro lugar povoado sob controle rebelde durante o levante. Rajko Bosnić, que mais tarde seria reconhecido como Herói do Povo da Iugoslávia, distinguiu-se como membro do destacamento Crvljevičko-Zaglavički.
O primeiro pelotão recebeu a ordem de capturar o quartel Ustaše no prédio da Casa dos Aprendizes antes da guerra.
A revolta em massa na Bósnia Krajina começou em Drvar, a 27 de Julho, quando três destacamentos rebeldes de Kamenica, Javor e Crvljivica, acompanhados por centenas de camponeses armados, capturaram uma guarnição de 400 soldados Ustaše e da Guarda Nacional em Drvar. Os rebeldes estavam sob o comando de Mane Rokvić. Em Drvar, Ustaša Mijo Sarić disparou metralhadoras pesadas contra os rebeldes da torre da igreja local.
Os rebeldes capturaram todos os soldados inimigos sobreviventes, incluindo 120 membros da Guarda Nacional Croata, bem como uma quantidade substancial de armas e munições. Os comandantes croatas, logornik Kuharski e Ustaša Sarić, conhecido como Šeponja, conseguiram escapar.
Os rebeldes, alimentados pelo ressentimento contra os massacres anteriores de sérvios, cometeram numerosos massacres de prisioneiros de guerra, bem como de civis muçulmanos e croatas. O número de vítimas é estimado entre 1.000 e mais de 3.000 pessoas. Alguns massacres ocorreram no primeiro dia do levante, como o massacre de Trubar e o massacre de Bosansko Grahovo, enquanto outros aconteceram mais tarde, como o massacre de Krnjeuša e o massacre de Kulen Vakuf.

## Captura de outras cidades
Em 27 de julho de 1941, os rebeldes capturaram Oštrelj e Bosansko Grahovo sob o comando do líder rebelde Branko Bogunović. A revolta de Drvar teve um grande impacto no desenvolvimento da Revolta de Srb em Lika, onde o maior número de comunistas estava presente, juntamente com muitas pessoas armadas de Srb e arredores. No primeiro dia da revolta, os rebeldes sérvios da Bósnia Krajina e Lika conseguiram tomar o controle de um território que tinha 70km de comprimento e 45km de largura.
A unidade rebelde comandada por Simo Šolaja capturou a estação da gendarmaria em Pljeva enquanto os rebeldes da parte sul do município de Mrkonjić Grad e os rebeldes de Glamoč e Pljeva capturaram as estações da gendarmaria em Gerzovo e as aldeias de Čardak Podgorje Gerzovo Dragnić Trnovo Baraći, Pecka, Medna e muitas outras aldeias na parte sul do município de Mrkonjić Grad.

## República Drvar
Os rebeldes estabeleceram imediatamente o comando do município de Drvar, que funcionou até 25 de setembro de 1941 e foi restabelecido no início de julho de 1942, quando Drvar foi capturado pelas forças comunistas. O quartel-general dos rebeldes conjuntos Partisan-Chetnik estava localizado em Drvar. O comandante do Chetnik, Uroš Drenović, estava subordinado a este quartel-general conjunto. Os partidários organizaram um tribunal revolucionário em Drvar.
Desde os primeiros dias da revolta na Krajina da Bósnia, os comunistas forjaram gradualmente a sua república partidária e, em 30 de Julho de 1941, estabeleceram um Conselho Militar-Revolucionário que se tornou a instituição governamental suprema para toda a região. Os guerrilheiros referiram-se a este território como República Drvar.
Nas regiões de Bosansko Grahovo e Mrkonjić Grad, a influência dos comunistas não era tão forte como em Drvar, e os representantes do Chetnik como Uroš Drenović neutralizaram as tentativas comunistas de impor a sua ideologia aos rebeldes e consolidar as suas próprias formas de governo.

## Tentativas de supressão

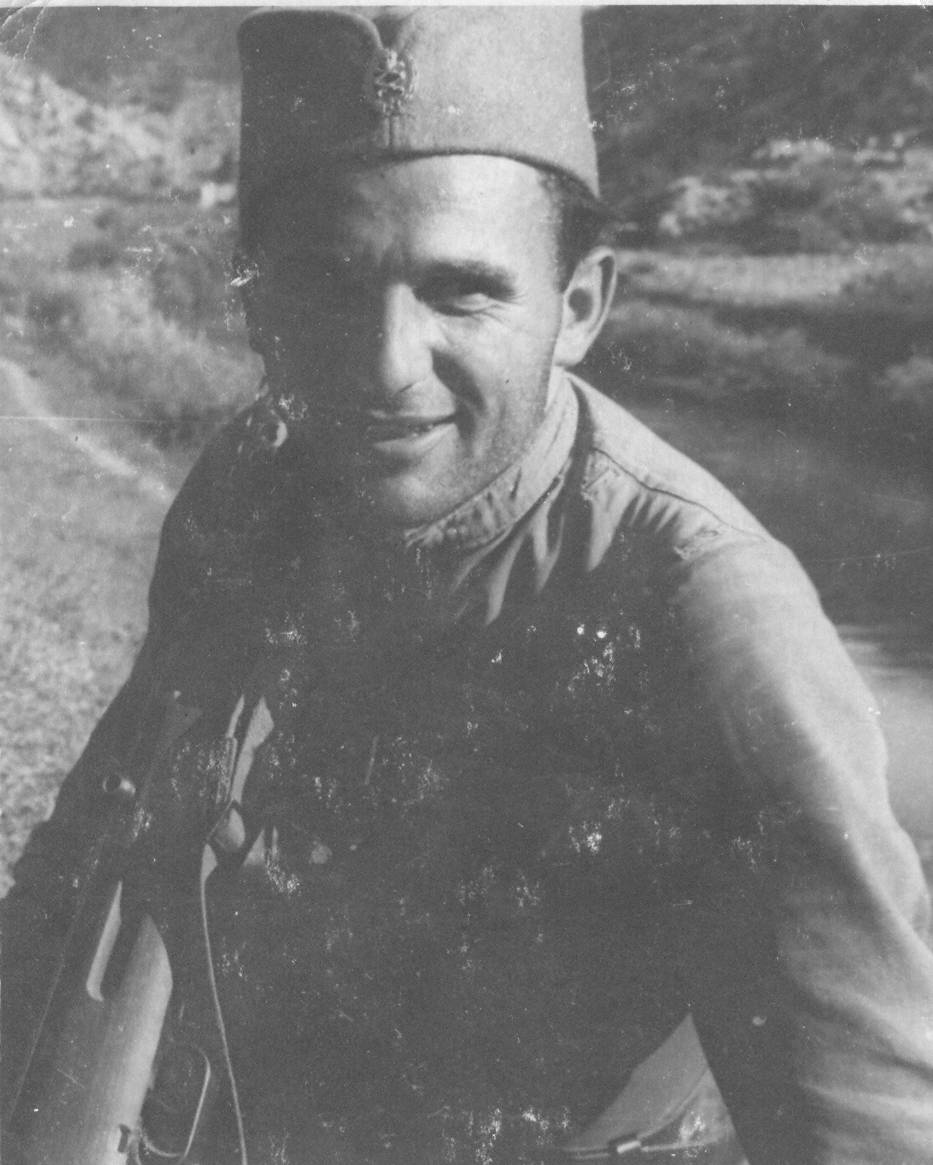
Mané Rokvic

Para suprimir a revolta, as autoridades croatas enviaram oito batalhões e várias baterias de artilharia para Drvar. Os relatórios de inteligência italianos e alemães concluíram que a revolta de Drvar tinha caráter "comunista e sérvio" e que a principal razão da revolta foi o terror Ustaša da população sérvia. As unidades contratadas pelas autoridades croatas não conseguiram suprimir a revolta. A Itália aproveitou a revolta para tentar expandir o território do NDH sob controlo italiano para mais profundamente na Bósnia Ocidental. À medida que a revolta se espalhava de Drvar para outras partes da Bósnia Ocidental, os rebeldes sérvios em Banja Luka, Jajce, Prijedor, Livno, Dubica e Sisak foram na verdade apoiados pela Itália, tanto na política como nas armas. Em 26 de agosto de 1941, o NDH e a Itália concordaram que o Segundo Exército Italiano ocuparia e pacificaria os rebeldes na segunda e terceira zonas. Assim, a Itália apoiou os rebeldes sérvios para criar uma abertura para estabelecer a sua influência para além das zonas que ocupavam por acordos formais.
Semelhante à revolta em Montenegro, os rebeldes discordaram sobre as suas futuras ações. Os rebeldes nacionalistas concluíram que era do interesse do povo aceitar a integração do território na zona de interesse italiana, onde seriam protegidos do genocídio Ustaše. Os líderes Chetnik desejavam salvar os sérvios do seu inimigo mais temido e violento - Ustaše, mesmo que tivessem de aceitar temporariamente o domínio dos italianos e alemães. Os líderes da rebelião, Mane Rokvić, Vlado Morača e Ilija Desnica, organizaram uma reunião do povo na aldeia de Zaglavice e, na presença de soldados italianos, insistiram que ninguém deveria atacar os italianos. Os italianos ocuparam Drvar e a região anteriormente controlada pelos rebeldes em 26 de setembro de 1942. Os guerrilheiros destruíram a fábrica de celulose em Drvar antes de recuar diante do avanço das unidades italianas em setembro de 1941.
O Partido Comunista insistiu em prosseguir com a rebelião para prosseguir com a revolução comunista. Os rebeldes que discordaram foram rapidamente rotulados como traidores e representantes dos elementos burgueses da Grande Sérvia. Os comunistas atacaram aqueles que não apoiavam os seus métodos revolucionários e rapidamente executaram Ilija Desnica e muitos outros líderes rebeldes não-comunistas. O padre Ilija Rodić, um dos iniciadores da revolta, mais tarde também foi morto pelos comunistas.

## Consequências
Depois que os italianos capturaram o território anteriormente controlado pelos rebeldes, os Chetniks ganharam a confiança da população local, especialmente na Bósnia central e na região de Bosansko Grahovo. A população local organizou uma reunião em 14 de novembro de 1941 em Crni Potoci e concordou com decisões contra a violência comunista depois que os comunistas mataram secretamente Ilija Desnica. Para lutar contra os Chetniks, os comunistas estabeleceram a Companhia Proletária Grmeč no início de março de 1942 em Srpska Jasenica. Em 1º de abril de 1942, os comunistas estabeleceram o Batalhão Anti-Chetnik do Choque Kozara recrutando 400 guerrilheiros selecionados entre os melhores combatentes. No período de abril a maio de 1942, os comunistas estabeleceram outra unidade militar para lutar contra os Chetniks - Batalhão Anti-Chetnik Grmeč, com 800 guerrilheiros ordenados a destruir os Chetniks de Drenović, Vukašin Marčetić e Lazo Tešanović. A pressão do Batalhão Grmeč Anti-Chetnik forçou Uroš Drenović a assinar um acordo com representantes do Estado Independente da Croácia em 25 de abril de 1942.

## Legado

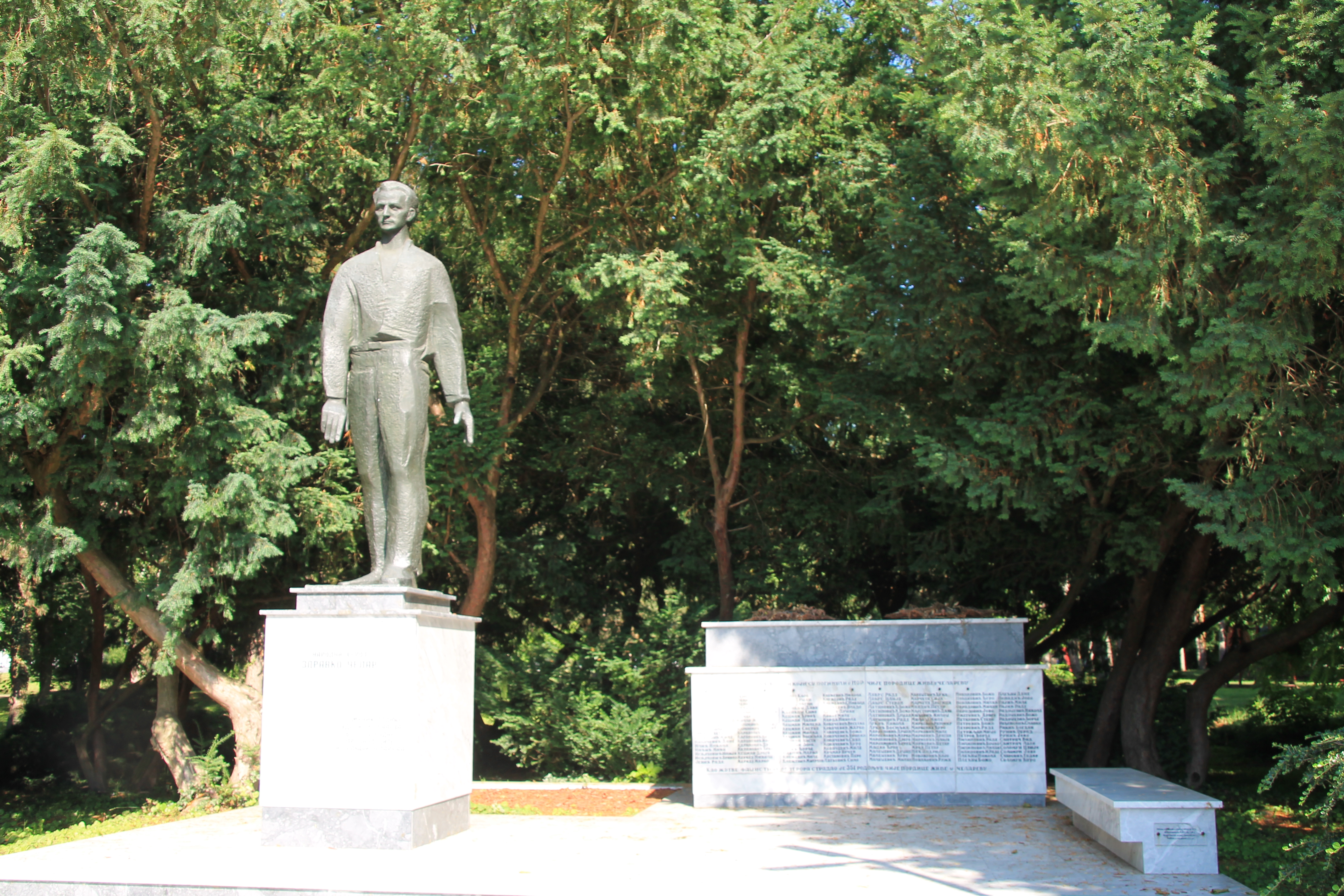
O monumento a Zdravko Čelar em Čelarevo, Sérvia

Na Bósnia e Herzegovina do pós-guerra, o dia 27 de Julho foi celebrado como feriado em homenagem à revolta do povo da Bósnia e Herzegovina, ignorando completamente a revolta de Junho muito anterior no leste da Herzegovina. O monumento em homenagem à revolta em Drvar, construído pelo escultor Marijan Kocković, foi erguido em Drvar. Em 1996, o exército croata destruiu o monumento desenhado por Kocković e nunca foi reconstruído.
Em 1988, Božidar Sokolović publicou um livro em homenagem a Ilija Desnica, um dos líderes do levante, intitulado Ilija Desnica: The Hero from Oštrelj.